# Halcyon senegalensis
El alción senegalés (Halcyon senegalensis) es una especie de ave coraciiforme de la familia Alcedinidae ampliamente distribuida por el África subsahariana.

## Descripción

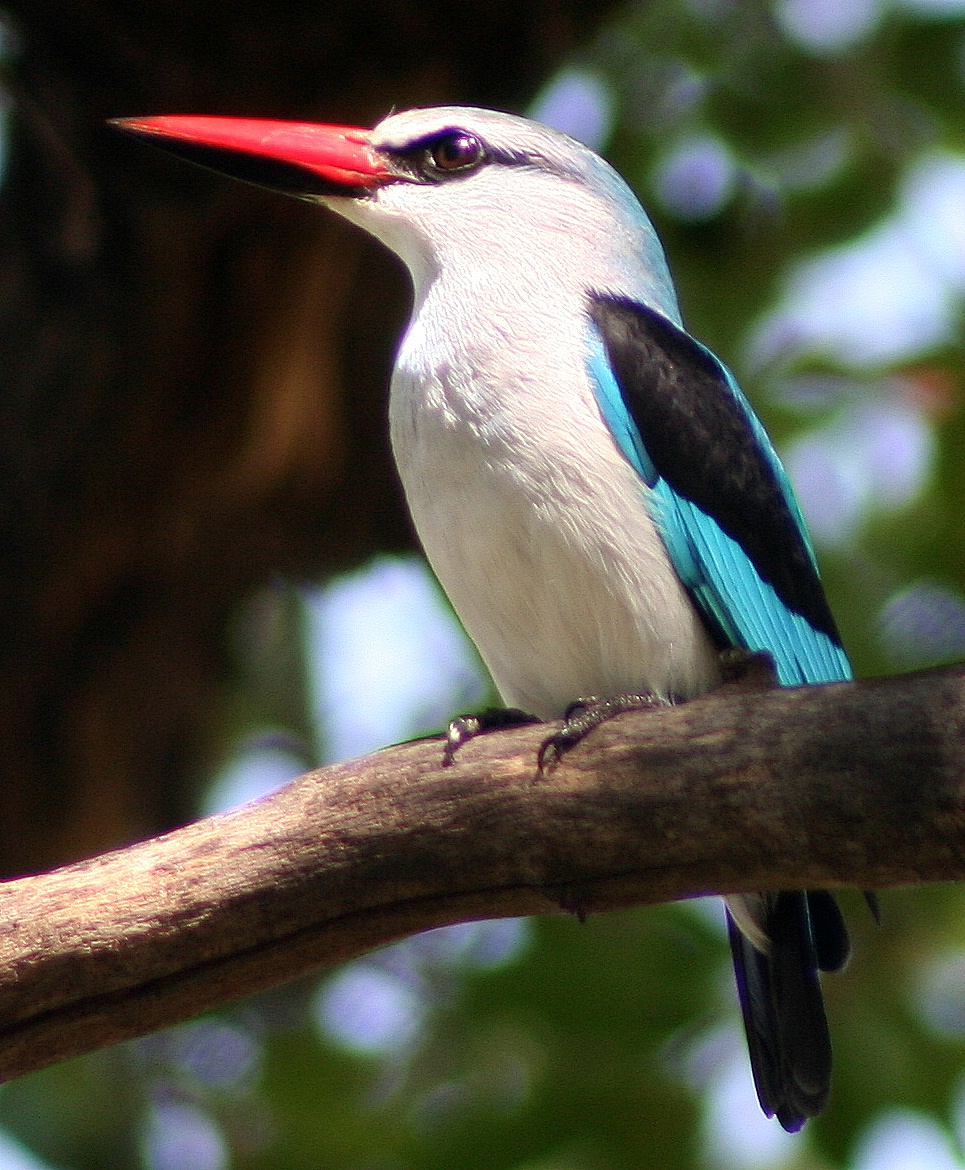
Ejemplar en Botsuana.

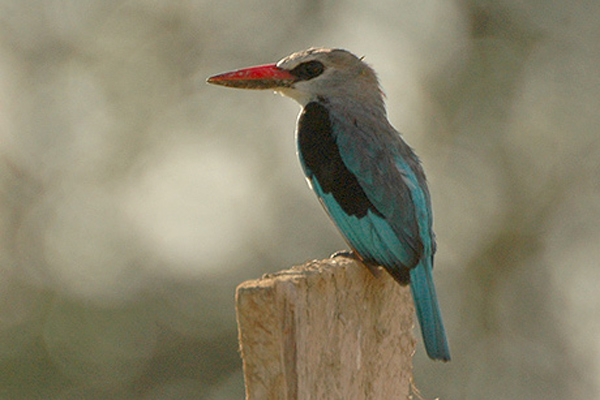
En un poste usado como atalaya, Uganda.

Este es un martín-pescador de talla media, 20-23 cm de largo. El adulto tiene la espalda, la banda en las alas y la cola  de color azul brillante. Su cabeza, cuello y partes ventrales son blancos, y los hombros son negros. Su gran pico tiene la mandíbula superior roja y la inferior negra. Las patas son rojo brillante. Algunos individuos pueden tener la cabeza grisácea, causando confusión con el alción de manglar. Sin embargo, su lorum (espacios entre los ojos y el pico) es oscuro, creando una banda negra sobre el ojo (la banda no se extiende sobre el ojo en el alción de manglar). Las plumas primarias y secundarias por abajo son negras y las cobertoras bajo el ala son blancas (en el alción de manglar hay un parche negro carpal entre las plumas blancas cobertoras bajo el ala). Las tramas internas de la base de las plumas de vuelo son blancas, lo que crea como una barra blanca en el ala (en el alción de manglar este blanco está ausente). El pecho es blanco (en el alción de manglar tiende a ser mucho más grisáceo). Los sexos son similares, pero los juveniles son más opacos que los adultos y tienen un pico castaño.

## Distribución y hábitat
El alción senegalés se distribuye ampliamente en África tropical al sur del Sahara y de Pretoria hacia el norte. Este alción es esencialmente sedentario entre las latitudes de 8° norte y sur del ecuador, pero las poblaciones al norte y al sur son migratorias, ya que se desplazan hacia la zona ecuatorial durante la estación seca.
Es una especie común de una variedad de hábitats boscosos que tengan algunos árboles, especialmente Acacias, incluyendo aquellos hábitats alrededor de viviendas humanas. Aunque es un alciónido prefiere hábitats más secos en territorios boscosos y suele ocupar lugares lejos del agua. Suele ser solitario pero puede aparecer en pequeños grupos.

## Comportamiento
El alción senegalés es agresivamente territorial, atacando intrusos incluidos los humanos. Tiene exhibiciones llamativas en las cuales despliegan sus para mostrar el plumaje blanco inferior. Su vuelo es rápido y directo.

## Reproducción
Construye su nido es un hueco en los árboles abandonados por los carpinteros o los barbudos africanos. Suelen realizar una sola puesta con tres huevos blancos y redondeados.

## Alimentación
Caza desde una rama expuesta que le sirva de atalaya, a menudo sobre una rama muerta de un árbol, o se posa quieto en la semisombra buscando alimento. La presa es una amplia variedad de insectos grandes, pero también otros artrópodos, reptiles, peces y ranas.

## Subespecies
Se conocen tres subespecies de Halcyon senegalensis:
- Halcyon senegalensis senegalensis - de Senegambia a Etiopía y norte de Tanzania.
- Halcyon senegalensis fuscopileus - de los bosques de Sierra Leona al sur de Nigeria y cuenca del Congo.
- Halcyon senegalensis cyanoleuca - del noroeste de Tanzania a Angola, Botsuana y Natal.